# Mort Linden
Mort Linden est une série de bande dessinée.
- Scénario : Éric Omond
- Dessins : Lionel Marty
- Couleurs : Boris Beuzelin

## Albums
- Tome 1 : Les Peuples jumeaux (2000)
- Tome 2 : Ceux-des-montagnes (2001)
- Tome 3 : Bestiaux (2004)

## Publication

### Éditeurs
- Delcourt (Collection Terres de Légendes) : Tomes 1 à 3 (première édition des tomes 1 à 3).